# 7972 Mariotti
A 7972 Mariotti (ideiglenes jelöléssel 1174 T-1) egy kisbolygó a Naprendszerben. Cornelis Johannes van Houten,  Ingrid van Houten-Groeneveld és Tom Gehrels fedezte fel 1971. március 25-én.